# Dichaetomyia setulipes
Dichaetomyia setulipes este o specie de muște din genul Dichaetomyia, familia Muscidae. A fost descrisă pentru prima dată de Stein în anul 1918. Conform Catalogue of Life specia Dichaetomyia setulipes nu are subspecii cunoscute.